# Bulgarian Open Challenger
Il Bulgarian Open Challenger è stato un torneo professionistico di tennis giocato su campi in terra rossa. Faceva parte dell'ATP Challenger Series. Si giocava annualmente a Sofia in Bulgaria tra il 1988 e il 2008.

## Albo d'oro

### Singolare
| Anno       | Campione          | Finalista          | Punteggio        |
| ---------- | ----------------- | ------------------ | ---------------- |
| 2008       | Adrian Ungur      | Franco Ferreiro    | 6–3, 6–0         |
| 2007- 2004 | Non disputato     | Non disputato      | Non disputato    |
| 2003       | Stéphane Robert   | Daniel Elsner      | 6–1, 4–6, 7–6(4) |
| 2002       | Tomas Behrend     | Werner Eschauer    | 6–0, 6–2         |
| 2001       | Vasilīs Mazarakīs | Stefano Galvani    | 7–6(5), 6–4      |
| 2000       | Stefano Tarallo   | Andrea Gaudenzi    | 6–1, 6–2         |
| 1999       | Ivajlo Trajkov    | David Miketa       | 7–5, 6–2         |
| 1998- 1995 | Non disputato     | Non disputato      | Non disputato    |
| 1994       | Martin Sinner     | Alejandro Aramburu | 6–2, 7–5         |
| 1993- 1989 | Non disputato     | Non disputato      | Non disputato    |
| 1988       | Johan Vekemans    | Jaroslav Bulant    | 7–5, 7–6         |

### Doppio
| Anno       | Campioni                            | Finalisti                        | Punteggio           |
| ---------- | ----------------------------------- | -------------------------------- | ------------------- |
| 2008       | Franco Ferreiro Mariano Puerta      | Lazar Magdincev Predrag Rusevski | 6–3, 1–6, [10–3]    |
| 2007- 2004 | Non disputato                       | Non disputato                    | Non disputato       |
| 2003       | Ilia Kushev Luben Pampoulov         | Todor Enev Dimo Tolev            | 6–3, 6–1            |
| 2002       | Christopher Kas Oliver Marach       | Ilia Kushev Luben Pampoulov      | 7–6(4), 6(7)–7, 6–2 |
| 2001       | Stefano Galvani Igor Gaudi          | Óscar Hernández Dmitri Vlasov    | 6–4, 6–1            |
| 2000       | Dejan Petrović Orlin Stanojčev      | Radoslav Lukaev Luben Pampoulov  | 6–2, 6(5)–7, 7–6(6) |
| 1999       | Massimo Ardinghi Davide Sanguinetti | Nebojša Đorđević Dušan Vemić     | 6–4, 6–2            |
| 1998- 1995 | Non disputato                       | Non disputato                    | Non disputato       |
| 1994       | Tamer El Sawy Tom Kempers           | Gábor Köves Patrick Mohr         | 6–2, 6–7, 6–3       |
| 1993- 1989 | Non disputato                       | Non disputato                    | Non disputato       |
| 1988       | Adrian Marcu Florin Segărceanu      | Jaroslav Bulant Richard Vogel    | 7–5, 6–2            |